# ناتان بیتومازالا
ناتان بیتومازالا (انگلیسی: Nathan Bitumazala؛ زادهٔ ۱۰ دسامبر ۲۰۰۲) بازیکن فوتبال اهل فرانسه است.